# Niels Arden Oplev
Niels Arden Oplev (født 26. marts 1961 i landsbyen Oue i Himmerland) er en dansk film- og tv-instruktør. Han har opnået stor folkelig succes med instruktion af flere af DRs store serier, og med filmen Drømmen (2006) slog han for alvor igennem som spillefilmsinstruktør, og han modtog en Robert for årets instruktør i 2007.

## Biografi
Niels Arden Oplev stammer fra Himmerland, hvor han gik i en lille landsbyskole. Her havde han som en af de første lærere den nyansatte Ole Lund Kirkegaard, der forstod at inspirere Niels ved at lave utraditionelle tiltag i undervisningen. Efter fem år her måtte han skifte til en større centralskole, der blev ledet på en langt mere disciplineret måde. Det er hans egne oplevelser fra sin skoletid, der ligger til grund for Drømmen.
Oplev startede i sin tid på landbrugsskole, men foretog et markant karriereskift og blev i 1987 uddannet på instruktørlinjen fra Den Danske Filmskole. Hans afgangsfilm var Kyndelmisse og dokumentarfilmen Hugo fra Himmerland. De følgende år lavede han forskellige mindre film til DR, inden han debuterede som spillefilminstruktør med Portland i 1996. Det blev dog ikke umiddelbart starten på en spillefilmskarriere, idet han de følgende år kom til at være meget aktiv på DRs satsninger på tv-serier. Disse tv-serier benytter sig som regel af vekslende instruktører, men seriernes ensartethed og kontinuitet skabes af den instruktør, der starter (den såkaldt konceptuerende instruktør): Oplev fungerede som sådan på Rejseholdet og Ørnen samt TV 2's Forsvar.
I 2009 instruerede han den svensk-producerede film Mænd der hader kvinder, en filmatisering af Stieg Larssons bogtrilogi: Mænd der hader kvinder, Pigen der legede med ilden og Luftkastellet der blev sprængt, den bedst sælgende nordiske trilogi nogensinde. Filmen modtog i 2011 en BAFTA Award for bedste udenlandske film.

## Filmografi

### Film
- Enerum (1993)
- Portland (1996)
- Fukssvansen (2001)
- Drømmen (2006)
- To Verdener (2008)
- Mænd der hader kvinder (2009)
- Dead Man Down (2013)
- Kapgang (2014)
- Ser du månen, Daniel (2019)
- Rose (2022)

### Tv-serier
- TAXA (9 afsnit)
- Rejseholdet (3 afsnit)
- Forsvar (4 afsnit)
- Ørnen (8 afsnit)
- Unforgettable (4 afsnit)
- "Mr. Robot" (Pilot)
- "Under the Dome" (Pilot)

Tv-film
- Tusmørket (1990)
- Nøgen (1992)
- Headbang i Hovedlandet (1997).

## Priser og hædersbevisninger
Niels Arden Oplev har modtaget følgende priser og hæder:[kilde mangler]
- Glasbjørnen ved Berlin Filmfestival, for Drømmen.
- Robert som bedste instruktør 2006, for Drømmen.
- Nominering til Guldbjørnen ved Berlin Filmfestival, for Portland.